# 点対称

山梨県韮崎市の市章。点対称な図形の一つである。

点対称（てんたいしょう、point symmetry, point reflection）とは、対称性の一種である。点対称な図形は、対称点（対称中心）を中心とした反転に対し不変である。また、そのような図形を、点対称な図形という。

## 対称点
点対称操作では、1点のみが不動点である。これが対称点となる。
有限の大きさの点対称図形では、対称点は1つしか存在しない。そして、対称点は幾何中心と一致する。
ただし、無限の大きさの点対称図形では、対称点の数は1つか、あるいは無限存在しうる。たとえば、正方形による平面充填（正方格子）では、全ての頂点・全ての辺の中点・全ての面の中心が対称点である。これは、それらのうち任意の1点を不動点とした対称操作ができるということで、複数点が同時に不動点となるわけではない。

## 二次元図形の点対称
2次元の点対称は2回対称である。つまり、対称点を中心とした180°の回転に対し不変である。
この性質は、2次元でのみ成り立つ。3次元で2回対称となるのは線対称、4次元では面対称である。

## 代表的な点対称図形

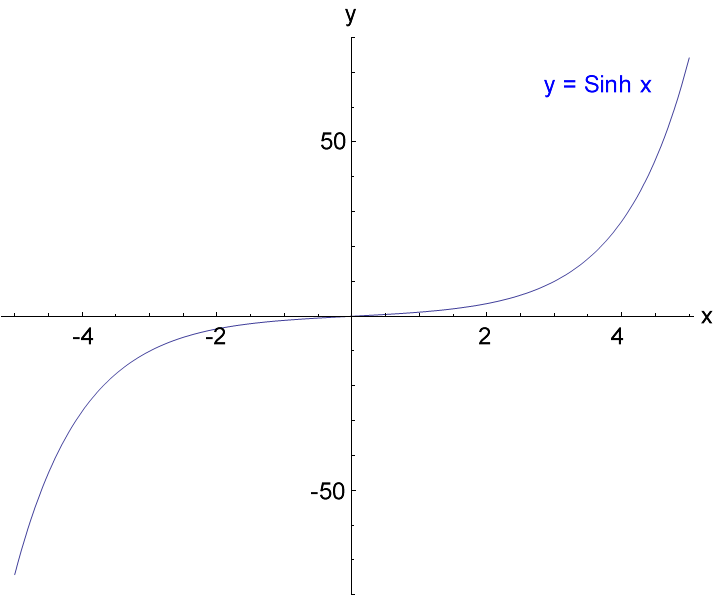

### 二次元
- 正偶数角形
- 楕円（円を含む）
- 平行四辺形（長方形や菱形も含む）

### 三次元
- 楕円体（球を含む）
- 正四面体以外の正多面体
- 正偶数角柱
- 正奇数角反柱

## 日常
- 将棋の平手戦では、対戦開始時の対戦者同士の駒の配置が5五を中心として点対称に並ぶ。（飛車・角行の違いがあるため、線対称ではない）